# 木場深定
木場 深定（きば じんじょう、1907年4月28日 - 1999年9月20日）は、日本の哲学者。

## 略歴
富山県小矢部市出身。1932年東北帝国大学法文学部哲学科卒、1962年「ヘーゲル宗教哲学の研究 特に宗教的意識と哲学的思惟との関係について」で東北大学文学博士。東北大学文学部教授。1971年定年退官、名誉教授、大谷大学教授を務めた。ドイツ哲学を専攻。
父・木場了本は第四高等学校で西田幾多郎の教えを受けた後、1911年東京帝国大学文学部哲学科卒、京都で大谷大学の教授を勤め、後郷里金沢に帰って第四高等学校の教授となった。

## 著書
- 『真理と実存 ハイデッガーの真理論』福村書店<ロゴス新書> 1948

### 翻訳
- 『カント著作集 第17 教育学其他』安倍能成・金子弘共訳 岩波書店 1938
- ニーチェ『道徳系譜学』岩波文庫 1940
  - 改訳『道徳の系譜』岩波文庫 1964、改版2010
- シュライエルマッヒヤー『独白録』木場了本共訳 岩波文庫 1943
  - シュライエルマッハー『独り語る』理想社 1980
  - シュライエルマッハー『独白』岩波文庫 1995。再改訂
- ヤハマン『イマーヌエル・カント』弘文堂 1947
  - 『カントの生涯』角川文庫 1953
  - 改訳『カントの生涯』理想社 1978。各・ヴァンスキの「カント終焉記」収録
- ヘーゲル『宗教哲学』岩波書店 全4巻 1950-1959
  - 改版「全集 第15・16・17」岩波書店 1982-1984 新版1995、単行版2003
- 『ハイデッガー選集 第11 真理の本質について・プラトンの真理論』理想社 1961
- 『ハイデッガー選集 第19 カントと形而上学の問題』理想社 1967
- ニーチェ『善悪の彼岸』岩波文庫 1970、改版2010
- 『ハイデッガー選集 第27 物への問い』理想社 1979

## 論文
- <木場深定